# رود کولایوکی
رود کولایوکی (انگلیسی: Kuolajoki) یک رودخانه در استان مورمانسک کشور روسیه است.